# Better to Lie
Better to Lie è un singolo di Benny Blanco, Jesse e Swae Lee pubblicato il 30 novembre 2018.

## Video musicale
Il video musicale del brano è stato pubblicato sul canale VEVO di Benny Blanco.

## Tracce
1. Better to Lie – 2:56